# Zaplethocornia opulenta
Zaplethocornia opulenta är en stekelart som först beskrevs av Davis 1897.  Zaplethocornia opulenta ingår i släktet Zaplethocornia och familjen brokparasitsteklar. Inga underarter finns listade i Catalogue of Life.